# Matt Dillon
Matt Dillon (născut Matthew Raymond Dillon la 18 februarie 1964, în New Rochelle, New York), este un actor american. Și-a început cariera în anii '70, câștigându-și faima printre adolescente, devenind chiar un idol al lor. A crescut într-o familie religioasă de romano-catolici, iar de la tatăl său moștenește talentul. Are o soră și patru frați, iar unul dintre ei, Kevin Dillon, este și el actor și a putut fi văzut în serialul TV Entourage. În anul 1997 a luat castingul pentru filmul Over the Edge și astfel și-a început cariera de actor. După acest rol foarte bine primit de către public și oamenii de specialitate, au urmat alte două, care au tratat tot subiecte pentru adolescenți și astfel, Matt Dillon a devenit idolul lor. 

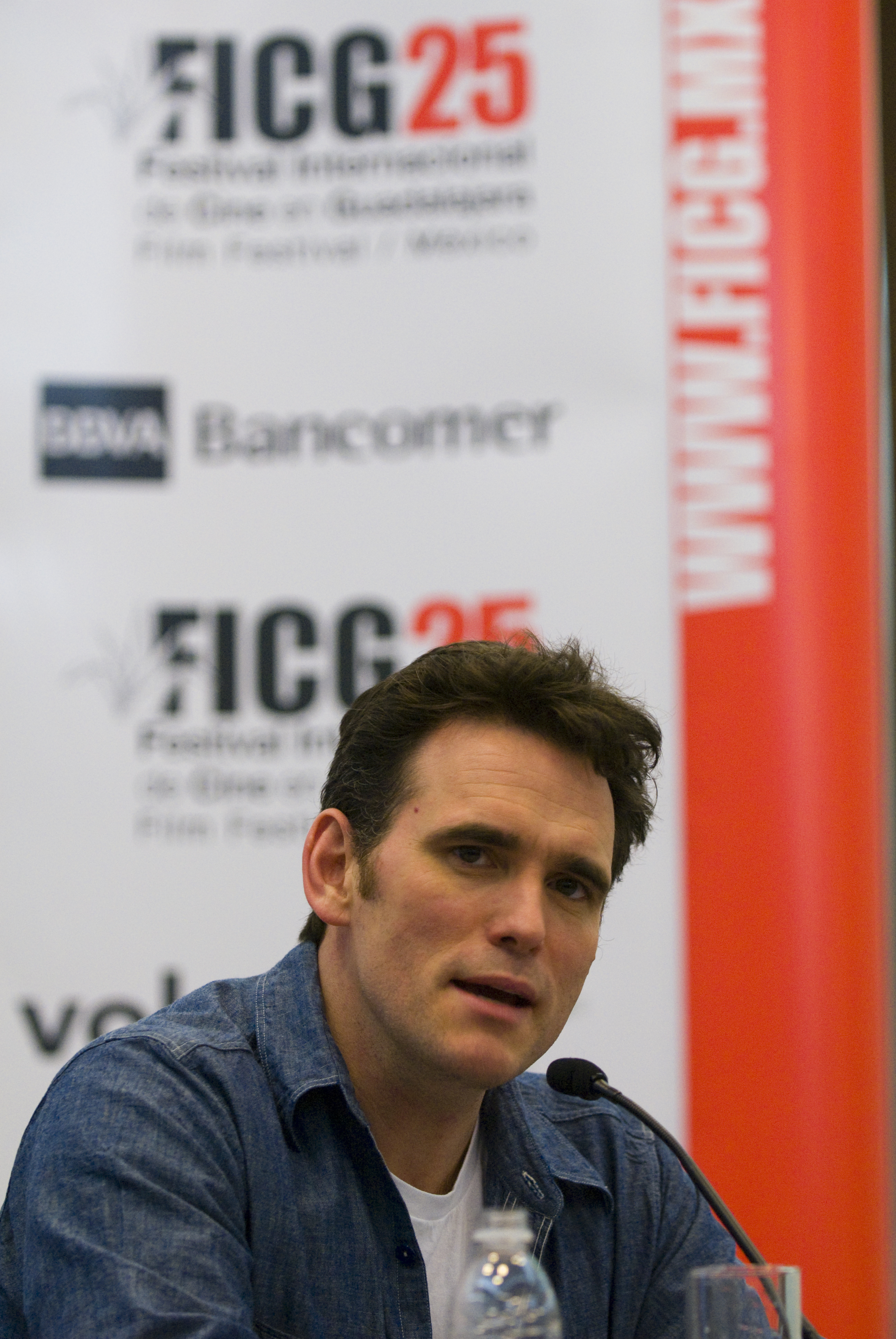

## Filmografie
- 2019 - Capone - Johnny
- 2019 - Proxima - Mike
- 2018 - Head Full of Honey - Nick
- 2018 - Running for Grace - Doc
- 2018 - The House That Jack Built - Jack
- 2010 - Fură și fugi
- 2010 - Armored
- 2009 - Vechi tovarăși
- 2007 - Joe Strummer
- 2006  - Noi doi și Dupree
- 2005 - Copilul perfect
- 2005 - Herbie, mașinuța buclucașă
- 2005 - Un om bun la toate
- 2004 - Angajatul lunii
- 2004 - Povești din L.A.
- 2002 - City of Ghosts (Afaceri dubioase) - Jimmy Cremming
- 2002 - Deuces Wild (Așii sălbatici) - Fritzy Zennetti
- 2001 - One Night at McCool's (O noapte la McCool's) - Randy
- 1998 - Wild Things (Jocuri sălbatice) - Sam Lombardo
- 1998 - There's Something About Mary (Mary cea cu vino-ncoa') - Patrick "Pat" Healy
- 1997 - In & Out (Cum să fii bărbat) - Cameron Drake
- 1996 - Grace of My Heart (Arta sacrificiului) - Jay Phillips
- 1996 - Beautiful Girls (Fete frumoase) - Tommy "Birdman" Rowland
- 1996 - Albino Alligator (Stratagema) - Dova
- 1995 - Frankie Starlight - Terry Klout
- 1995 - To Die For (Pe viață și pe moarte) - Larry Maretto
- 1994 - Golden Gate (Consecințe tragice) - Kevin Walker
- 1993 - The Saint of Fort Washington (Sfântul din Manhattan) - Matthew
- 1993 - Mr. Wonderful (Soțul perfect) - Gus DeMarco
- 1992 - Singles - Cliff Poncier
- 1991 - A Kiss Before Dying - Jonathan Corliss
- 1989 - Bloodhounds of Broadway - Regret
- 1989 - Drugstore Cowboy - Bob Hughes
- 1988 - Kansas - Doyle Kennedy
- 1987 - The Big Town - J. C. Cullen
- 1986 - Native Son - Jan Erlone
- 1985 - Rebel - Sergent Harry Rebel
- 1985 - Target (Ținta), regia Arthur Penn - Chris Lloyd / Derek Potter
- 1984 - The Flamingo Kid - Jeffrey Willis
- 1983 - Rumble Fish - Rusty James
- 1983 - The Outsiders - Dallas "Dally" Winston
- 1982 - The Great American Fourth of July and Other Disasters - Ralph
- 1982 - Tex - Tex McCormick
- 1982 - Liar's Moon - Jack Duncan
- 1980 - My Bodyguard - Melvin Moody
- 1980 - Little Darlings - Randy Adams
- 1979 - Over the Edge - Ritchie White